# Spodnja Polskava
Spodnja Polskava este o localitate din comuna Slovenska Bistrica, Slovenia, cu o populație de 814 locuitori.